# Samtgemeinde Dransfeld
Die Samtgemeinde Dransfeld ist eine Samtgemeinde im Landkreis Göttingen in Niedersachsen. In ihr haben sich fünf Gemeinden zur Erledigung ihrer Verwaltungsgeschäfte zusammengeschlossen. Der Sitz der Verwaltung der Samtgemeinde ist in der Stadt Dransfeld.

## Geografie

### Geografische Lage
Die Samtgemeinde Dransfeld liegt in Südniedersachsen zwischen der Fachwerkstadt Hann. Münden und der Universitätsstadt Göttingen.

### Samtgemeindegliederung
Die Samtgemeinde besteht aus folgenden Mitgliedsgemeinden:
(Einwohnerzahlen vom 31. Dezember 2024)
- Gemeinde Bühren (519)
- Stadt Dransfeld (4290)
- Gemeinde Jühnde (911)
- Gemeinde Niemetal (1420)
- Gemeinde Scheden (1783)

## Kultur und Sehenswürdigkeiten
- Knustturm – letzter Rest der mittelalterlichen Stadtbefestigung
- Bruchsteinkapelle
- Synagoge
- Jüdischer Friedhof
- Wehrkirche Ossenfeld
- Wehrkirche Varmissen

## Politik

### Samtgemeinderat
Der Samtgemeinderat Dransfeld besteht aus 24 Ratsfrauen und Ratsherren. Dies ist die festgelegte Anzahl für eine Gemeinde mit einer Einwohnerzahl zwischen 9.001 und 10.000 Einwohnern. Die 24 Ratsmitglieder werden durch eine Kommunalwahl für jeweils fünf Jahre gewählt.
Stimmberechtigt im Samtgemeinderat ist außerdem der hauptamtliche Samtgemeindebürgermeister Mathias Eilers (SPD).
Die Kommunalwahl am 12. September 2021 ergab das folgende Ergebnis:
| Samtgemeinderat 2021Insgesamt 24 Sitze - Linke: 1 - SPD: 7 - Grüne: 3 - FDP: 1 - FWG: 6 - CDU: 6 | Samtgemeindewahl 2021Wahlbeteiligung: 63,4 % 403020100 31,225,324,411,74,53,0 SPDFWGCDUGrüneFDPLinkeGewinne und Verlusteim Vergleich zu 2016 %p 6 4 2 0 −2 −4−1,3+0,2−2,3+3,5+4,5± 0,0SPDFWGCDUGrüneFDPLinke |

### Samtgemeindebürgermeister
Hauptamtlicher Samtgemeindebürgermeister der Samtgemeinde Dransfeld ist Mathias Eilers (SPD). Bei der Bürgermeisterwahl am 25. Mai 2014 wurde er mit 57,2 % der Stimmen gewählt. Die Wahlbeteiligung lag bei 57,2 %. Eilers trat sein Amt am 1. November 2014 an und löste den bisherigen Amtsinhaber Thomas Galla (CDU) ab, der nicht mehr kandidiert hatte. Bei der Bürgermeisterwahl am 12. September 2021 wurde Eilers mit 78,66 % der Stimmen ohne Gegenkandidaten wiedergewählt.

### Gemeinderäte
Die Gemeinden der Samtgemeinde Dransfeld werden durch insgesamt 55 Ratsmitglieder in fünf Gemeinderäten vertreten. Seit der Kommunalwahl 2021 setzen diese sich wie folgt zusammen:
| Gemeinde  | SPD | CDU | Grüne | Linke | 0WG | parteilos | 0∑ |
| --------- | --- | --- | ----- | ----- | --- | --------- | -- |
| Bühren    | -   | -   | -     | -     | 9a  | -         | 9  |
| Dransfeld | 5   | 4   | 2     | -     | 4b  | -         | 15 |
| Jühnde    | -   | -   | -     | -     | 9c  | -         | 9  |
| Niemetal  | 4   | 4   | -     | 1     | 2d  | -         | 11 |
| Scheden   | 2   | 1   | -     | -     | 6e  | 2f        | 11 |
| ∑         | 11  | 9   | 2     | 1     | 30  | 2         | 55 |

a Gemeinsame Liste Bühren, b FWG Stadt Dransfeld, c Gemeinsame Bürgerliste Jühnde-Barlissen, d FWG Niemetal, e FWG Scheden-Dankelshausen-Meensen, f Einzelkandidat Harald Ruchlak

### Partnerschaften
Seit 1990 besteht eine Partnerschaft mit der ungarischen Stadt Rácalmás.

## Wappen
| Wappen von Samtgemeinde Dransfeld | Blasonierung: „In Schwarz auf einem goldenen (gelben) Berg ein rotbewehrter goldener (gelber) Löwe mit erhobener rechter Vorderpranke; der Berg belegt mit zwölf grünen Lindenblättern im Verhältnis 5:4:3, die oberen gestürzt.“ |
| Wappen von Samtgemeinde Dransfeld | Wappenbegründung: Der Löwe symbolisiert die frühere Zugehörigkeit zu Braunschweig, der goldene Hügel die Landschaft und die Lindenblätter stehen für die Anzahl der Gemeinden bei Gründung der Samtgemeinde.                      |